# Via Nerva
Via Nerva, także Via Nerva-Traiana – droga rzymska wytyczona za panowania cesarza Nerwy od Kartaginy przez Trypolis i Sabratę do Leptis Magna. Jej długość całkowita to 1004 mil rzymskich – około 1480 km. 

## Historia
Budowa drogi została rozpoczęta podczas panowania cesarza Nerwy i została zakończona w 113 roku w czasie panowania cesarza Trajana.